# Urbano Lazzaro
Urbano Lazzaro, nome di battaglia Bill (Quinto Vicentino, 4 novembre 1924 – Vercelli, 3 gennaio 2006), è stato un partigiano italiano.

## Biografia

### Militanza partigiana
In servizio alla Guardia di Finanza, Urbano Lazzaro, dopo l'8 settembre, fu catturato dalle SS ma riuscì a fuggire ed a raggiungere le formazioni partigiane della Resistenza nel comasco, nelle quali militò con il nome di battaglia "Bill". Di opinione politica genericamente liberale divenne vicecommissario politico del distaccamento "Puecher" della 52ª Brigata Garibaldi "Luigi Clerici", comandata da Pier Luigi Bellini delle Stelle, monarchico.

### L'arresto di Benito Mussolini
Il 27 aprile 1945, alle sette del mattino, ad un posto di blocco appena fuori dall'abitato di Musso, il distaccamento ferma una colonna, lunga circa un chilometro, composta da trentotto autocarri con circa duecento soldati della contraerea tedesca, al comando del tenente Willy Flamminger ed alcune macchine "civili" al suo seguito. Dopo una breve sparatoria e in seguito a lunghe trattative, i tedeschi ottengono il permesso di poter proseguire a condizione che venga effettuata un'ispezione e che siano prelevati tutti gli italiani presenti nel convoglio.
L'ispezione della colonna tedesca è effettuata nella piazza di Dongo, verso le ore 16 dello stesso giorno. Seduto su una panca del camion n. 34, il partigiano Giuseppe Negri riconosce Benito Mussolini, travestito da tedesco, con un mitra e una pistola Glisenti. Lazzaro "Bill" sale sul camion e, prontamente, lo disarma, lo arresta e lo conduce nella sede comunale.
(Archivio di La Repubblica.it, 5 gennaio 2006)

### I documenti di Mussolini e il bottino di guerra
In municipio, Lazzaro sequestra a Mussolini una borsa a quattro scomparti, contenente altrettante cartelle e documenti riservatissimi, un milione e settecentocinquantamila lire in assegni e centosessanta sterline d'oro. La sera stessa provvede al deposito della borsa di Mussolini, insieme a un'altra sequestrata al colonnello Casalinuovo, presso la filiale della Cassa di Risparmio delle Provincie Lombarde di Domaso, accompagnato dal collaboratore ed interprete svizzero Alois Hofmann e dal partigiano Stefano Tunesi. Anche i bagagli dei ministri al seguito di Mussolini, nonché le valigie piene d'oro, gioielli e valuta, trovate sull'Alfa Romeo del prefetto Luigi Gatti, già segretario del duce, sono radunati in municipio e censiti. La valuta e i preziosi, nel tardo pomeriggio del 28 aprile, sono poi consegnati alla federazione comunista di Como, di cui era responsabile Dante Gorreri. Il documento di consegna è firmato dal capitano partigiano Luigi Canali e controfirmato da Urbano Lazzaro e Michele Moretti.
Lo stesso 28 aprile 1945, Benito Mussolini e la sua amante Claretta Petacci sono giustiziati a Giulino, frazione del comune di Tremezzina, da un gruppo di tre partigiani, comandati da un ufficiale presentatosi come "Colonnello Valerio" e poi rivelatosi per Walter Audisio, futuro deputato del Partito Comunista Italiano. Urbano Lazzaro non è presente alla fucilazione.
Sull'autocarro tedesco dove era stato riconosciuto e poi arrestato Mussolini erano rimaste cinque valigie del bagaglio personale del dittatore, contenenti banconote e lingotti d'oro. Dopo essere stato consentito loro di partire, i militari tedeschi fecero pervenire ad Alois Hofman parte delle banconote, per un importo pari a 33 020 000 di lire. Detta somma fu consegnata dall'Hoffman al comandante del distaccamento Bellini delle Stelle e al vicecommissario Urbano Lazzaro che provvidero al suo deposito presso la Cassa di Risparmio di Domaso. Il 1º maggio 1945, detti valori furono ritirati dalla banca per ragioni di prudenza e affidati al commissario politico Michele Moretti, perché li consegnasse al comando del CVL di Milano, dedotta la somma di L. 3.020.000 per far fronte ai bisogni urgenti della brigata..

Lazzaro aiuta nella ricostruzione dell'uccisione di Benito Mussolini rievocando la posa al momento della sua morte. Fotografia di Federico Patellani

### Le memorie del "partigiano Bill"
Al termine della seconda guerra mondiale, Lazzaro, diventato funzionario di una società idroelettrica, si trasferisce in Brasile, a Rio de Janeiro, dove si sposa e diventa padre di tre figlie. Ritorna poi in Italia, a San Germano Vercellese, paese natale della moglie.
Nelle memorie pubblicate nel 1993, Urbano Lazzaro dichiara che a giustiziare Mussolini non sarebbe stato Audisio ma il futuro segretario del PCI Luigi Longo, ribadendo quanto confidato per la prima volta, alcuni anni prima, a Wladimiro Settimelli, redattore de l'Unità. In realtà la presenza di Longo a Mezzegra al momento della fucilazione di Mussolini, avvenuta intorno alle ore 16.00 del 28 aprile 1945, deve escludersi, dato che, come è confermato dalle numerose fotografie dell'evento che lo ritraggono, nel corso del pomeriggio dello stesso giorno, Longo era a Milano in Piazza Duomo, alla sfilata conclusiva della manifestazione, partita alle ore 15.00, dei garibaldini della Valsesia e della Valdossola guidati da Cino Moscatelli. Non si comprende, peraltro, per quale motivo Lazzaro si sia pronunciato a favore dell'identificazione di "Valerio" con Longo soltanto a partire dal 1993 e non abbia testimoniato ciò al processo a Walter Audisio del 1957, nel quale fu convocato a testimoniare.
Nel 1997, a San Germano Vercellese, in occasione di una conferenza presso un circolo post-fascista, Urbano Lazzaro definì "arbitraria" l'esecuzione del "prigioniero eccellentissimo". Tale opinione, unita alle precedenti rivelazioni, gli attirò le diffidenze dei suoi ex compagni.
Muore a Vercelli il 3 gennaio 2006.

## Opere
- Urbano Lazzaro, Dongo mezzo secolo di menzogne, Arnoldo Mondadori Editore, 1993, ISBN 88-04-36762-8
- Urbano Lazzaro, Il compagno Bill: diario dell'uomo che catturò Mussolini, SEI, Torino, 1989.
- Urbano Lazzaro, L'oro di Dongo: il mistero del tesoro del Duce, A. Mondadori, 1995.
- Pier Luigi Bellini delle Stelle, Urbano Lazzaro, Dongo ultima azione, Mondadori, Milano, 1962.